# Supa Dupa Fly
Az 1997-es Supa Dupa Fly Missy Elliott debütáló nagylemeze. A középiskolás Elliott három barátjával alapította meg a Fayze formációt, mely később a Sista nevet vette fel. Az együttes felkeltette DeVante Swing figyelmét, aki leszerződtette őket saját kiadójához, a Swing Mob-hoz. Az együttes rögzített egy albumot New Yorkban, de a lemez sosem jelent meg. Ez a szerződés felbontását jelentette. Miután visszatért Portsmouthba, Elliott Timbalanddal kezdett dalokat írni Aaliyah One in a Million albumára.
1996-ban Elliott az Elektrával kötött szerződést és saját kiadót kapott, a Gold Mind-ot. Az Elektra akkori ügyvezető igazgatója, Sylvia Rhone ösztönözte szólókarrierre. A Supa Dupa Fly-t Timbaland rögzítette, és 1997 júliusában jelent meg a The Goldmind Inc. és az Elektra gondozásában. A lemezen Busta Rhymes, Ginuwine, Nicole Wray és Aaliyah is közreműködik. Az album a 3. helyen debütált a Billboard 200-on, míg a Billboard Top R&B/Hip-Hop Albums listát vezette. Az Egyesült Államokban 1,2 millió példányban kelt el, így platina minősítést kapott a RIAA-tól. Szerepel az 1001 lemez, amit hallanod kell, mielőtt meghalsz című könyvben.

## Az album dalai
|     | Cím                                       | Szerző(k) | Hossz |
| --- | ----------------------------------------- | --- | ----- |
| 1.  | Busta's Intro (közreműködik Busta Rhymes) | Trevor Smith | 1:53  |
| 2.  | Hit Em wit da Hee (közreműködik Lil' Kim) | Melissa Elliott, Kimberly Jones, Timothy Mosley                                                                    | 4:19  |
| 3.  | Sock It 2 Me (közreműködik Da Brat)       | T. D. Bell, Elliott, Shawntae Harris, W. Hart, Mosley                                                              | 4:17  |
| 4.  | The Rain (Supa Dupa Fly)                  | Donald Bryant, Elliott, Bernard Miller, Mosley, Ann Peebles                                                        | 4:11  |
| 5.  | Beep Me 911 (közreműködik a 702 és Magoo) | Melvin Barcliff, Elliott, Mosley                                                                                   | 4:57  |
| 6.  | They Don't Wanna Fuck wit Me              | Elliott, Mosley | 3:18  |
| 7.  | Pass da Blunt                             | H.B. Bennett, H. Jackson Brown Jr., Elliott, L. Ferguson, R. Lyn, J. Mittoo, Mosley, L. Sibbles, F. Thomas Simpson | 3:17  |
| 8.  | Bite Our Style (Interlude)                | Elliott, Mosley | 0:43  |
| 9.  | Friendly Skies (közreműködik Ginuwine)    | Elliott, Mosley | 4:59  |
| 10. | Best Friends (közreműködik Aaliyah)       | Elliott, Mosley | 4:07  |
| 11. | Don't Be Commin' (In My Face)             | Elliott, Mosley | 4:11  |
| 12. | Izzy Izzy Ahh                             | Elliott, Mosley | 3:54  |
| 13. | Why You Hurt Me                           | Elliott, E. Floyd, E., Tim Mosley                                                                                  | 4:31  |
| 14. | I'm Talkin'                               | Elliott, Mosley | 5:02  |
| 15. | Gettaway (közreműködik Space és Nicole)   | Elliott, Mosley, Tracey Selden, Lashone Siplin                                                                     | 4:25  |
| 16. | Busta's Outro (közreműködik Busta Rhymes) | Mosley, Smith | 1:38  |
| 17. | Missy's Finale                            | | 0:24  |

## Közreműködők
- 702 – ének, előadó
- Aaliyah – ének, előadó
- Kwaku Alston – fényképek
- Gregory Burke – design
- Busta Rhymes – ének, rap, előadó
- Richard Clark – hangmérnökasszisztens
- Nicole Wray - ének, előadó
- Drew Coleman – hangmérnökasszisztens
- Da Brat – ének, előadó
- Jimmy Douglas – hangmérnök, keverés
- Missy Elliott – ének, rap, executive producer
- Ginuwine – ének, előadó
- Lil' Kim – előadó
- Magoo – rap
- Bill Pettaway – basszusgitár, gitár
- Herb Powers – mastering
- Timbaland – ének, producer, előadó, executive producer, keverés

## Fordítás
Ez a szócikk részben vagy egészben a Supa Dupa Fly című angol Wikipédia-szócikk ezen változatának fordításán alapul.  Az eredeti cikk szerkesztőit annak laptörténete sorolja fel. Ez a jelzés csupán a megfogalmazás eredetét és a szerzői jogokat jelzi, nem szolgál a cikkben szereplő információk forrásmegjelöléseként.